# حدود لبنان البحرية
الحدود البحرية اللبنانية، هي الحدود البحرية التي تتقاسمها لبنان مع دول الجوار. وتتشارك لبنان حدودها البحرية على البحر المتوسط مع سوريا، قبرص، إسرائيل.

## مشاكل الحدود البحرية اللبنانية
بدأ البحث في اتفاقية بين لبنان وقبرص حول الحدود المائية في عام 2006 خلال حكومة الرئيس فؤاد السنيورة. غير أن المباحثات تعطلت بعد تسلم وزارة الطاقة والمياه بالوكالة من الوزير محمد فنيش عقب انسحاب الأخير من الحكومة لخلاف على إنشاء المحكمة الدولية الخاصة بلبنان.
إن الإشكالية التي يجري الحديث عنها هي خمسة كيلومترات واقعة بين الدول المتجاورة وهي لبنان وقبرص وإسرائيل، وسببها أن لبنان لا يقيم مفاوضات مع إسرائيل، ووقعت بعد إبرام اتفاقية بين لبنان وقبرص.
ومنذ 2006 وحتى اليوم تقدمت قبرص كثيرا لأنها تريد استخراج النفط، ونحن غارقون في مشاكلنا". وخلال تفاوض قبرص مع إسرائيل، شعرت أوساط لبنانية بأن جزءا مما يتم بين قبرص وإسرائيل يجري على حساب لبنان، ويمس بالمساحة اللبنانية.
وتدور المشكلة حول ما يسمى المياه الاقتصادية، أي المنطقة المشتركة بين الدول ما بعد المياه الإقليمية، ولكل دولة فيها حق بحسب مساحتها. من هنا تلتقي حدود لبنان الاقتصادية من جهة الجنوب مع قبرص وإسرائيل.
والاتفاق القبرصي الإسرائيلي سمح لإسرائيل بالدخول إلى لبنان، رغم أن إسرائيل كانت في كل عملياتها تعتمد الحدود نفسها التي كان يعتمدها لبنان. ونظرياً، لم يكن هناك مشكلة حدودية بحرية بين الجانبين. لكن إسرائيل حين سنحت لها الفرصة، دخلت لبنان نتيجة الخلل اللبناني في بت الاتفاق بسرعة.
وبحسب المعلومات، فإن إسرائيل التقطت ثغرة في الاتفاق بين لبنان وقبرص الذي يقول إن النقطة الثلاثية لا تبتّ إلا بمفاوضات ثلاثية. والنقطة هذه هي النقطة 23. وبما أنه لا اتصال بين لبنان وإسرائيل، تبقى النقطة معلّقة للتفاوض ونتراجع إلى النقطة 1. وقد فسرت إسرائيل هذا الرجوع بخسارة لبنان 860 كلم.
هذا ما استوجب أن يحدد لبنان حدوده بموجب القانون. وأرسل إلى الأمم المتحدة ليبلغها ذلك وأيضاً التزامه بالاتفاقات الدولية، وثبت لكل اللبنانيين من مجلس نيابي وحكومة وجيش ووزارة أشغال عبر لجنة تضم جميع الأفرقاء «أن هذه هي حدودنا ولن نتنازل عنها».
وأكد أستاذ القانون الدولي الدكتور شفيق المصري في حديث للجزيرة نت أن الاتفاقية الموقعة لترسيم الحدود المائية بين قبرص وإسرائيل تلحق خسائر بلبنان.
وعن الاتفاقية بين لبنان وقبرص، أشار إلى أنها لم تبرم، نتيجة لاعتراض تركيا عليها على اعتبار أنها تستثني قبرص التركية منها، ولأن لبنان لم يشأ تعكير علاقاته مع تركيا أوقف متابعة الاتفاقية.
وأضاف المصري أنه على اعتبار أن هناك ثلاث دول معنية بهذه المنطقة، اثنتان متجاورتان هما لبنان وإسرائيل، والثالثة المقابلة قبرص، فكان لابد من أن تكون الاتفاقية ثلاثية، ولكن بسبب حال الحرب بين لبنان وإسرائيل لم تجر اتفاقية ثلاثية، وما تم هو نوع من اتفاقية مزدوجة واحدة بين لبنان وقبرص، وثانية بين قبرص وإسرائيل.
وقال إن لبنان اعترض على مسار الاتفاقية القبرصية الإسرائيلية، وهذا الاعتراض يجب أن يصل إلى الأمم المتحدة بشكل شكوى، ويجب على لبنان أن يصر على حدوده المائية، الإقليمية والاقتصادية، وهناك خسارة لبنانية يستطيع استعادتها.
في 10 يوليو 2011 أقرت الحكومة الإسرائيلية ترسيم حدود إسرائيل البحرية الشمالية على الحدود مع لبنان كما وضعته وزارة الخارجية الإسرائيلية. وأعلن وزير الخارجية الإسرائيلي أفيغادور ليبرمان أن إسرائيل ستعرض على الأمم المتحدة ترسيم ما تعتبره منطقتها الاقتصادية الإقليمية في البحر الأبيض المتوسط التي توجد فيها حقول للغاز يطالب بها لبنان أيضا. ويأتي ذلك بعد تقديم لبنان للأمم المتحدة خرائطه لترسيم حدوده البحرية.
وقال أوفير غندلمان المتحدث باسم رئيس الوزراء الإسرائيلي إن هذا الخط يتاخم منطقة الحقوق الاقتصادية التابعة للدولة، بما فيها الحق باستغلال الموارد الطبيعية الموجودة في البحر.
وأكد أيالون على موقف إسرائيل بترسيم الحدود البرية بالتزامن مع الحدود البحرية، «فليس أمامنا الآن ـ وقد قاموا فجأة بإرسال خرائط ـ سوى ترسيم الحدود بأنفسنا».
في يوليو 2012 عقد السفير الإسرائيلي في قبرص ووزير الطاقة اللبناني جبران باسيل والرئيس القبرصي ديميتريس كريستوفياس، مؤتمر حول شؤون الطاقة نظمته جامعة نيقوسيا في قبرص. واعترضت لبنان بعد علمها بالاتفاق الموقع بين قبرص وإسرائيل ومحاولة قضم الأخيرة 860 كلم مربعاً من المنطقة البحرية اللبنانية، وتأكيد حق لبنان كاملاً في استعادة المساحة المسلوبة.
وكانت لبنان قد استطاعت الاحتفاظ ب500 كم من الحدود الأصلية المقدرة ب860 كم في مفاوضات جارية بينها وبين إسرائيل، وبقيت 360 كم في أيدي الإسرائيليين.

## حقول الغاز والنفط
إجراءات التنقيب عن النفط شرقي البحر المتوسط قطعت أشواطا في كل من قبرص وإسرائيل، في حين يغرق لبنان في سجال ترسيم الحدود، والأخطاء التي وقعت خلال ذلك.
وتكمن المشكلة في أن المنطقة النفطية واقعة بين لبنان وقبرص وإسرائيل، وبينما يمكن لبيروت التفاوض مع قبرص لترسيم الحدود لا تقبل التفاوض مع إسرائيل على اعتبار حالة العداء بين الطرفين.
وسار الترسيم بشكل منفصل بين لبنان وقبرص من جهة، وبين قبرص وإسرائيل من جهة أخرى حيث يعتبر لبنان أنه خسر مساحة من مياهه تبلغ خمسة كيلومترات نتيجة الاتفاق الإسرائيلي القبرصي، وصفتها مختلف المرجعيات اللبنانية بأنها كبيرة.
وتضيع مسؤولية الخسارة بين الوزارات اللبنانية لأن مسألة النفط ترتبط بعدة وزارات هي الطاقة والأشغال والبيئة والدفاع.
وفي رسالة وجهت منتصف يونيو 2011 إلى عدة جهات رسمية لبنانية أثار وزير الطاقة جبران باسيل الموضوع لافتا إلى ما سماه «اعتداء في نقطة داخل الحدود تناهز حوالي خمسة كيلومترات». وطلب باسيل توجيه اعتراض رسمي إلى الأمم المتحدة. ويدور جدل على كيفية توقيع الاتفاقية، وأسباب ومسؤولية الخطأ الذي ورد فيها، وكيفية تداركه.

### حقل تمار للغاز
تقول لبنان أنه من المحتمل أن حقل تمار الواقع في الحوض المشرقي يمتد إلى المياه اللبنانية. وقد نفت دلك للتنقيب، أحد الشركاء في الكونسورتيوم الأمريكي الإسرائيلي، ذلك الادعاء: «إن فحصاً قد تم مع مفوض النفط الإسرائيلي أوضح أن تلك الادعاءات ليست صحيحة وأن موقع الترخيص حيث يتم حفر تمار 1 قد تمت دراسته بعناية وقد وُجـِد أن كامل منطقة الترخيص تقع ضمن المياه الإقليمية لدولة إسرائيل.»  وهو الأمر الذي يناقض تصريح الخبير الإسرائيلي، في الفقرة التالية، بأن التنقيب هو في المنطقة الاقتصادية الخالصة وليس المياه الإقليمية. وأضاف رئيس مجلس إدارة مجموعة دلك، گابي لاست: «إن حدود المنطقة الاقتصادية الخالصة البحرية لإسرائيل تمر شمال مواقع الحفر للتنقيب عن النفط في تمار، وبشكل واضح.»
وقد قال الخبير الإسرائيلي في القانون البحري عمير كوهن-دور أن حقلي غاز داليت وتمار يقعان في المنطقة الاقتصادية المحاذية لإسرائيل، وأنه طبقاً لمؤتمر قانون البحار من الأمم المتحدة عام 1982، فإن إسرائيل بإمكانها استغلال الثروات الطبيعية في المنطقة الاقتصادية المحاذية لها. إلا أن إسرائيل على العكس من لبنان، لم توقع قانون البحار الصادر عن الأمم المتحدة عام 1982 والذي صـُمـِّم لتوضيح الحدود البحرية بين الأمم؛ «في حالات النزاع، ومن المعتاد ترك القرار لمحكمين، مقيدين في مؤتمر الأمم المتحدة لقانون البحار عام 1982. وتدعي إسرائيل أنها لم توقع على القانون لتخوفها من المحكمين المنحازين.»  ولسوء الحظ فلا توجد خرائط لمنطقة النزاع. وتدعي إسرائيل أن اكتشاف الغاز يقع ضمن المنطقة الاقتصادية الخالصة لها، وينبع النزاع من احتمال أن حقل الغاز الطبيعي يمتد إلى المياه الإقليمية اللبنانية. وقد ازداد الموقف تعقيداً من كون الحدود بين لبنان وإسرائيل غير متفق عليها. ويذكر روبي سابلـ أستاذ القانون الدولي في الجامعة العبرية؛ «ادعاء لبنان قد يكون معقداً لأن حدود لبنان مع إسرائيل متعرجة، مما يجعل ترسيم الحدود البحرية أكثر تعقيداً». المبدأ العام في مثل تلك المواقف هو قاعدة وضع اليد حيث يـُسمـَح لكل طرف بالاستيلاء على مايمكنه الاستيلاء عليه من طرفه. وقد بدأت إسرائيل بالفعل في التنقيب والانشاءات في جانبها، بينما لم تحدد السلطات اللبنانية رسمياً بعد حدود منطقتها الاقتصادية الخالصة ولم تبدأ أي عملية لاستدراح المزايدات لحقوق التنقيب.
وكان وزير الطاقة اللبناني جبران باسيل قد حذر أن لبنان لن تسمح لإسرائيل أو أي شركة «تخدم المصالح الإسرائيلية» أن تنقب عن الغاز «الواقع في مياهنا الإقليمية». وكانت بيروت قد سبق لها أن حذرت شركة نوبل إنرجي الأمريكية ألا تقترب من مياهها الإقليمية. ورداً على ذلك، فقد حذر وزير البنية التحتية الإسرائيلي عوزي لنداو لبنان بأن إسرائيل مستعدة لاستخدام القوة لحماية احتياطيات الغاز المكتشفة أمام شواطئها.
ويقول حزب الله اللبناني أن كلاً من حقلي داليت وتمار يتبعان للبنان وحذر إسرائيل من استخراج الغاز منهما. كما حذر مسئولون كبار في حزب الله أنهم لن يتوانوا في استخدام السلاح للدفاع عن الثروات الطبيعية اللبنانية. وعلقت شخصيات في تحالف 14 آذار بأن حزب الله ببساطة يبحث عن مبرر آخر للإبقاء على سلاحه. فقال نائب البرلمان اللبناني أنطوان زهرة أن القضية هي نقطة أخرى في «في قائمة الأعذار التي لا تنتهي» المراد منها تبرير استمرار وجود ترسانة حزب الله.